# Орел приземлився
Орел приземлився (англ. The Eagle Has Landed) — британський трилер 1976 року.

## Сюжет
Полковник Штайнер — німецький офіцер часів Другої світової війни, якого розжалували за незгоду здійснювати облави на євреїв. Йому пропонують відповідальне завдання — вирушити в Англію і викрасти Вінстона Черчилля. Його віддана група парашутистів одягається як польські солдати і бере контроль над невеликим англійським містечком нібито для військових навчань, щоб чекати тут прибуття прем'єр-міністра.

## У ролях
| Актор              | Роль                      |
| ------------------ | ------------------------- |
| Майкл Кейн         | полковник Курт Штайнер    |
| Дональд Сазерленд  | Ліам Девлін               |
| Роберт Дюваль      | полковник Макс Редль      |
| Дженні Агаттер     | Моллі                     |
| Дональд Плезенс    | Генріх Гіммлер            |
| Ентоні Квейл       | адмірал Вільгельм Канаріс |
| Джин Марш          | Джоанна Грей              |
| Свен-Бертіль Таубе | капітан фон Нойштадт      |
| Джон Стендінг      | отець Вереккер            |
| Джуді Гісон        | Памела                    |
| Тріт Вільямс       | капітан Кларк             |
| Ларі Гегмен        | полковник Піттс           |
| Олексій Явдокімов  | капрал Куніскі            |